# 穿越火线职业联赛
穿越火线职业联赛（英語：CrossFire Pro League，简称CFPL），是穿越火线在中国大陆地区的顶级赛事。由腾讯游戏主办，量子体育承办。自2012年首届联赛举办以来，CFPL已经创办了15个赛季，其中AG战队获得6届冠军，成为获得冠军最多的俱乐部。

## 历史

### 成立
穿越火线在2008年由腾讯从韩国代理，在中国正式发行。作为当时风靡的FPS游戏，各类赛事层出不穷。2011年，穿越火线开启职业联赛，2012年，首届穿越火线职业联赛正式举行，最终东珈精鹰战队获得CFPL S1冠军。

### 席位制改革
2019年6月20日，CF官方宣布CFPL将会从今年秋季开始首次开启席位制，即寻找长期合作的伙伴，共同组建更为专业、成熟和更为商业化的CF电竞联盟。目前席位制的主要对象是职业电竞俱乐部。开启席位制后，CFPL会携手这些俱乐部，建设新的战队、新的选手以及新的内容，打造一个全新的CF电竞格局，并通过品牌共建、商业互助和收入分成共享等方式与俱乐部实现合作共赢。
最终，CF四大豪门（AG、SV、白鲨、情久）留队，六支俱乐部（EDG、eStar、KZ、R.LGD、SN、WE）组建穿越火线双端分部，共同征战S15。

### 选手评级
赛季开始前，穿越火线官方根据选手上赛季的综合表现及国际影响力将选手分为S、A、B、C四个等级。

#### S14
S14：S级选手7人，A级选手9人，B级选手23人，C级选手28人。
- S级选手：Even、wolf、MZiN、XqLuN、N9、宠儿、70KG
- A级选手：BEAN、嘉玮、Lxm、Wn99、欧欧、DBQ、刘浩南、Solo、叨叨
- B级选手：18、1998、baby、j、J1E、JuN、K、Ssst、TF、X1mo、Z、博野、浩浩、嗨嗨、绝迹、龙龙、权权、伪善ws、西西、肖丁文、小斌、雅哲、子龙
- C级选手：Sunny、UgLy、调调、Li、阿肯、小天天、ANKE、weiwei、HoLun、Dyao、漫步、17伟、兴仔、小奇儿、潇潇、伟伟、佳文、南2、家豪、syuan、KIM、Xab、sulo、YQH、baby3、泼水、5231、陈瑞

#### S15
S15：S级选手10人，A级选手13人，B级选手20人，C级选手24人。
- S级选手：ZQQQ（满分）、DBQ、LSNN、调调、N9、Weii、Even、zzhy、MZiN、BEAN
- A级选手：ANKE、DAOD、wolf、Jwei、4mE、Qiii、JIE、XqLuN、OUOO、xdw、1998、Wn99、Lxm
- B级选手：龙龙、兵兵、qq、Sunny、hihi、雅哲、solo、TMQQ、小斌、x1mo、XiXi、mino、YQH、18、Li、子龙、HAO、SHJ、UgLy、baby
- C级选手：萧忆、杜超、枣枣、LHN、wyz、zhuo、TF、阿肯、AJIA、Dyao、Lsj、do演、天荒、王宇、meng、k、Harlen、潇潇、YG、Jerry、漫步、YZK、daze、vovo

### 延期
受新型冠状病毒疫情影响，CFPL总决赛延期举行。2020年3月2日，穿越火线官博发布公告，宣布CFPL S15&CFML S7总决赛将在3月28日举办。

## 赛制

### 常规赛
常规赛为一轮，采取BO3单循环积分赛制。
- 参赛队伍为通过联盟审核的10支队伍

- 采取单循环积分制度，单场比赛BO3，比赛地图由双方对战BAN/PICK，顺序由裁判抽签决定

- 胜利积1分，失败积0分。2:0胜者积2小分，2:1胜者积1小分，1比2负者积-1小分，0比2负者积-2小分

- 若两队或多队积分相同，则小分更多的队伍排名靠前。如果小分相同，则比较队伍之间的胜负关系。如果依然无法决出排名，则依据队伍的爆破净胜分决定名次

### 季后赛
季后赛为双冒泡赛制，根据常规赛成绩，前八的队伍进入季后赛，并且分为上下半区。
- 上半区队伍：第1名，第4名，第5名，第8名

- 下半区队伍：第2名，第3名，第6名，第7名

上下半区均采取冒泡赛制，单场比赛BO5，比赛地图由对战双方进BAN/PICK，地图顺序由裁判抽签决定。
- 第一轮：由第5名对阵第8名， 第6名对阵第7名。

- 第二轮：第4名 vs 第5/8名的胜者 第3名 vs 第6/7名的胜者

- 第三轮（半决赛）：第1名 vs 第4/5/8的胜者 第2名 vs 第3/6/7的胜者

- 季军赛：半决赛的两个负者对战

- 总决赛：半决赛的两个胜者对战

来源：

## 参赛队伍
- All Gamers（简称：AG）

- BaiSha Gaming（简称：BS）

- Q9 E-Sports Club（简称：Q9）

- Super Valiant Gaming（简称：SV）

- Edward Gaming（简称：EDG）

- eStar Gaming（简称：eStar）

- KingZone Gaming（简称：KZ）

- LGD.REC（简称：R.LGD）

- Suning（简称：SN）

- Team WE（简称：WE）

## 历届冠军
| 赛季 | 冠军               | 夺冠阵容                       |
| ---- | ------------------ | ------------------------------ |
| S1   | QQ会员.东珈精鹰    | 白鲨、浩南、秀b1、Solo、林肯   |
| S2   | 雪域电竞           | 马哲、n1ce、4mE、Best、18      |
| S3   | AG.QQ会员.时空战线 | Even、亮亮、李思楠、绝迹、33   |
| S4   | AG.PEPSI.时空战线  | Even、亮亮、李思楠、绝迹、BEAN |
| S5   | AG.时空战线        | Even、亮亮、李思楠、zyb、BEAN  |
| S6   | 白鲨.DouYuTV       | 浩南、毅毅、x1mo、Solo、xiubi  |
| S7   | AG.DouYuTV         | 宠儿、亮亮、李思楠、绝迹、BEAN |
| S8   | Vici Gaming        | 马哲、念旧、18、4mE、安可      |
| S9   | Vici Gaming        | 马哲、念旧、18、4mE、常旭      |
| S10  | SV                 | 马哲、念旧、18、安可、常旭     |
| S11  | SV                 | 马哲、念旧、18、安可、常旭     |
| S12  | 情久               | Solo、x1mo、Baby、BEAN、K      |
| S13  | AG                 | 绝迹、欧欧、宠儿、TF、林肯     |
| S14  | 白鲨               | Even、肖奇伦、Baby、x1mo、石头 |
| S15  | AG                 | 绝迹、欧欧、宠儿、李思楠、BEAN |
| S16  | SV                 | 马哲、念旧、18、4mE、常旭      |

## 穿越火线终身荣誉会员
“穿越火线终身荣誉会员”是穿越火线表彰那些对于游戏做出突出贡献的极少数玩家的一种至高荣誉奖励。

### 会员名单
| 系列   | 姓名   | ID                             |
| ------ | ------ | ------------------------------ |
| 第一期 | 马力   | 悲情英雄 —— 东珈白鲨           |
| 第一期 | 赵雪飞 | 火线精灵 —— 香香               |
| 第二期 | 郎帅   | 国民狙神 —— 70kg               |
| 第二期 | 李杨   | 绝对领袖 —— Sir                |
| 第三期 | 杨阳   | 步枪之魂 —— 秒杀               |
| 第三期 | 于少川 | 公会旗帜 —— 川                 |
| 第三期 | 李贺   | 原创达人 —— Jacky              |
| 第四期 | 马哲   | 霸气大哥——MZiN                 |
| 第四期 | 冯永强 | 灵魂指挥——n1ce                 |
| 第五期 | 郑鹏飞 | AK小霸王——EVEN                 |
| 第五期 | 许宏宇 | AK爆头王——林肯                 |
| 第六期 | 孙年鹏 | 汉宫之魂——年鹏                 |
| 第六期 | 刘智洋 | 白鲨俱乐部指挥——solo           |
| 第六期 | 刘家桢 | AG俱乐部指挥——Dono             |
| 第七期 | 李思楠 | 火线双修王——李思楠             |
| 第七期 | 代跃强 | 主道巨人——18                   |
| 第七期 | 徐德朋 | 中庭死神——4Me                  |
| 第八期 | 唐茂青 | 宝刀不老——绝迹                 |
| 第八期 | 汪浩   | 王炸选手——念旧                 |
| 第八期 | 田丰   | 护国神狙——TF                   |
| 第八期 | 高峰   | 瞬狙之王——绿豆                 |
| 第九期 | 姜亚斐 | 五冠王经理——菲菲               |
| 第九期 | 张签   | M4之神 雷神之魂 残局之王——宠儿 |
| 第十期 | 周兴炜 | DBQ                            |
| 第十期 | 李晨   | 解说怪咔                       |

来源：